# Province de Sara
La province de Sara est une des 15 provinces du département de Santa Cruz, en Bolivie. Son chef-lieu est la ville de Portachuelo.
La province a une superficie de 6 886 km2.
Sa population s'élevait à 41 511 habitants en 2005.